# Valdenoceda
Valdenoceda, también conocida como Valdenoceda de Valdivielso, es una localidad y una entidad local menor situada en la provincia de Burgos, comunidad autónoma de Castilla y León (España), comarca de Las Merindades, partido judicial de Villarcayo, ayuntamiento de Merindad de Valdivielso.

## Geografía

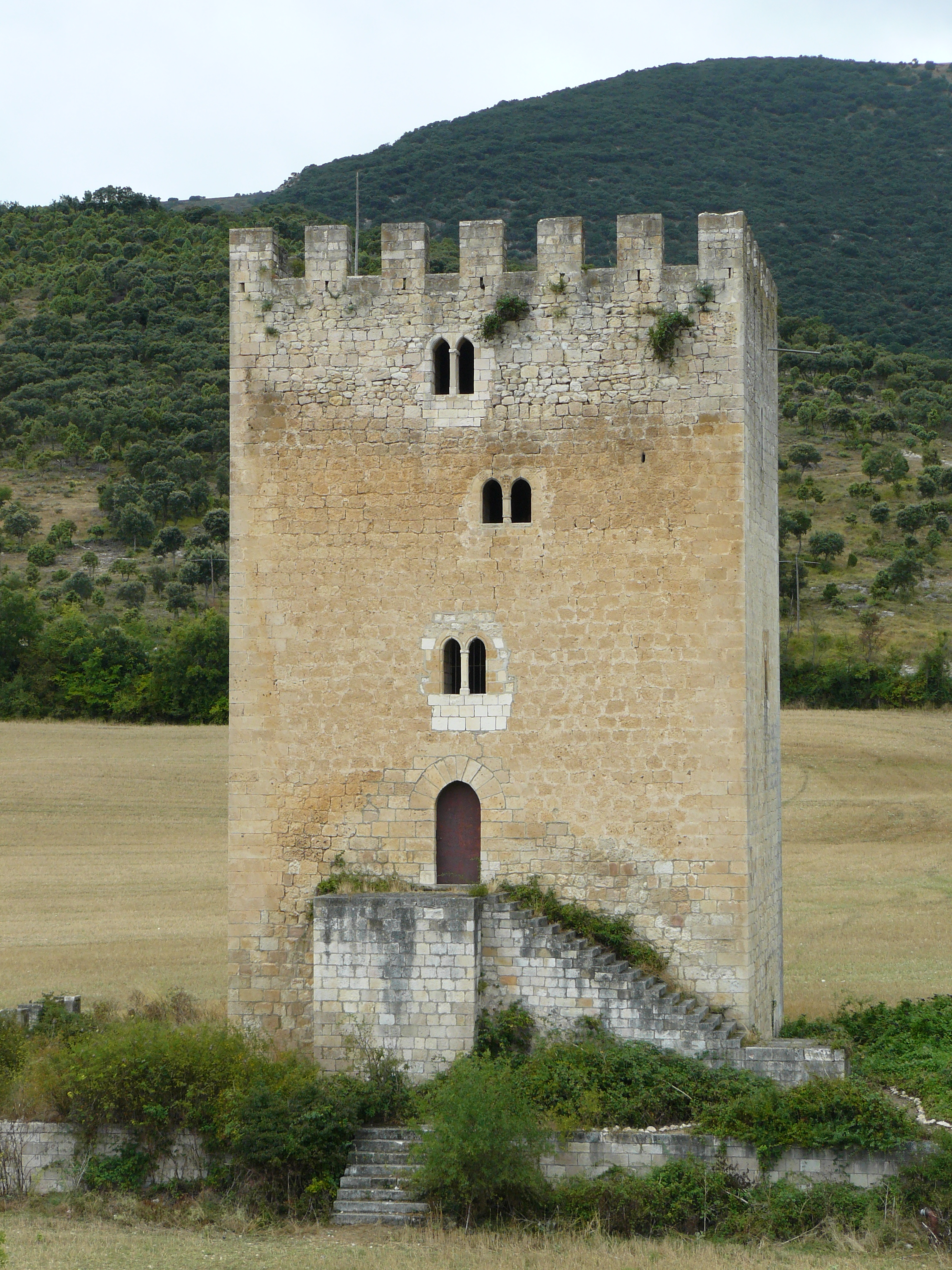
Torre de los Salinas en Valdenoceda.

Localidad enclavada a la entrada del valle que conforma la Merindad de Valdivielso, que el río Ebro atraviesa y que está flanqueada por la sierra de la Tesla y el alto de la Mazorra. El caserío de Valdenoceda se encuentra diseminado en diferentes barrios.
En el conocido como barrio Grande, destaca la casa solariega de los Garza, cuya edificación corresponde a los siglos XVI y XVII. Miembros de esta destacada familia participaron en la fundación de varias ciudades americanas en los tiempos de la colonización.

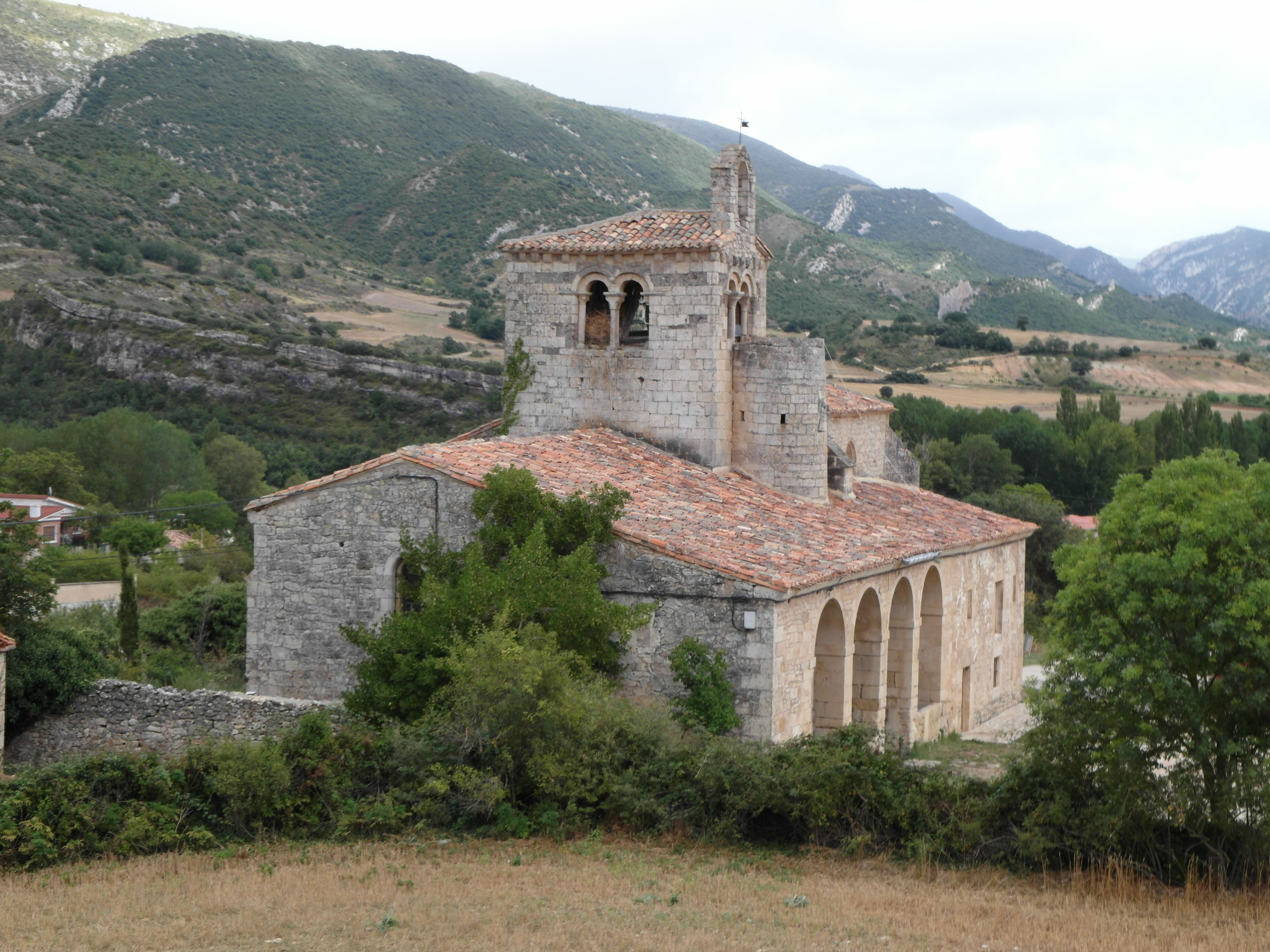
Iglesia de san Miguel.

En el barrio Pequeñose elevan dos edificios singulares, la torre de los Salinas, posteriormente de los Velasco y actualmente de los Villamor Salinas, y la iglesia de San Miguel. La torre, erigida en el siglo XIII, tiene una altura de unos veinte metros, y sus muros acaban en almenas. La adornan varios escudos de la familia Velasco, y en la fachada un escudo de grandes dimensiones de la casa de Villamor Salinas. En la construcción de la fortaleza, se utilizó la sillería y el sillarejo. La iglesia de San Miguel se edificó a finales del siglo XII en un estilo muy similar al de la cercana iglesia de Tejada.
La torre de Valdenoceda, perteneciente a la casa de Villamor Salinas y que estaba en ruinas en 1962, fue adquirida y reconstruida por el VI duque de Salinas de Rosio (Enrique de Villamor), descendiente del señor de Salinas quien la mandó construir y de la que aun quedan restos junto a la actual; se necesitaron siete años de obras para acabar el proyecto, que supuso la apertura de varias ventanas góticas del siglo XIII traídas del antiguo convento en ruinas de San Francisco de Medina de Pomar en un intento de mantener la autenticidad y armonía del conjunto.

### Carreteras
El pueblo se encuentra atravesado por la carretera nacional N-232 que comunica dicha localidad con el municipio de Oña y Soncillo y por la carretera autonómica CL-629, la cual permite su conexión con la localidad de Villarcayo y Burgos.

## Historia
La historia de la Merindad de Valdivielso está muy relacionada con las órdenes religiosas, de las que hay constancia de su establecimiento en el valle, ya desde el siglo IX. El monasterio de San Pedro de Tejada, en la cercana localidad de Puente-Arenas, fundó numerosas parroquias y dominó los núcleos de población. Ya en el siglo XIII, el monasterio de San Salvador de Oña extendió su control al valle. A partir de ahí, formó parte del Concejo Mayor de las Merindades de Castilla la Vieja. Sus regidores, fieles a costumbres anteriores, se reúnen en la dehesa de Quecedo bajo la encina que ilustra el escudo consistorial.
Lugar en el Partido de Arriba uno de los cuatro en que se dividía la Merindad de Valdivielso en el  Corregimiento de las Merindades de Castilla la Vieja, jurisdicción de realengo con regidor pedáneo.
A la caída del Antiguo Régimen queda agregado al ayuntamiento constitucional de Merindad de Valdivielso, en el partido de Villarcayo perteneciente a la región de Castilla la Vieja.
Durante la posguerra de la guerra civil española una prisión de la localidad albergó a más de tres mil presos republicanos, muriendo en la cárcel unos 155 a causa de hambre, infecciones o frío.

## Demografía
En la siguiente tabla obtenida por el instituto nacional de estadística INE, se puede observar la evolución demográfica de la pedanía, en la cual es visible un descenso progresivo de su población debido al envejecimiento de su población.
| Año  | Población total | Hombres | Mujeres |
| ---- | --------------- | ------- | ------- |
| 2000 | 72              | 39      | 33      |
| 2001 | 75              | 40      | 35      |
| 2002 | 75              | 41      | 34      |
| 2003 | 69              | 37      | 32      |
| 2004 | 69              | 38      | 31      |
| 2005 | 64              | 36      | 28      |
| 2006 | 68              | 38      | 30      |
| 2007 | 62              | 34      | 28      |
| 2008 | 61              | 35      | 26      |
| 2009 | 59              | 34      | 25      |
| 2010 | 61              | 36      | 24      |
| 2011 | 61              | 35      | 26      |
| 2012 | 57              | 32      | 25      |
| 2013 | 50              | 29      | 21      |
| 2014 | 48              | 27      | 21      |

## Parroquia
Iglesia de San Miguel Arcángel, dependiente de la parroquia de Condado en el Arciprestazgo de Merindades de Castilla la Vieja , diócesis de Burgos.